# Alienata con monomania del gioco
L'Alienata con monomania del gioco è un dipinto a olio su tela realizzato da Jean-Louis-Théodore Géricault tra il 1822 e il 1823. Attualmente si trova presso il Museo del Louvre di Parigi.
Quest'opera fa parte della serie di cinque Ritratti di alienati, in cui l'artista raffigurò cinque ospiti di un manicomio, distaccandosi dalla produzione contemporanea dei suoi colleghi.
Géricault amava infatti rappresentare tutto ciò che era fuori dagli schemi e non si faceva condizionare dalle mode e dai soggetti più in voga.